# Mézières-en-Brenne
Mézières-en-Brenne é uma comuna francesa na região administrativa do Centro, no departamento Indre. Estende-se por uma área de 56,86 km². Em 2010 a comuna tinha 1 016 habitantes (densidade: 17,9 hab./km²).